# Mellösa
Mellösa és una localitat situada en el municipi de Flen, al Comtat de Södermanland, a Suècia amb 552 habitants l'any 2018.
L'any 2001, Mellösa esdevé la primera vila del llibre a Suècia.